# Солмс, Марк
Марк Солмс (англ. Mark Solms; род. 17 июля 1961) — психоаналитик и нейропсихолог. Профессор кафедры нейропсихологии Университета Кейптауна и больницы Groote Schuur. Исследователь с рейтингом «А1» Национального исследовательского фонда и обладатель многочисленных наград и премий, таких как премия Sigourney и почетная стипендия Американского колледжа психиатров. Директор научного отдела Американской психоаналитической ассоциации и научный руководитель Международной психоаналитической ассоциации. Автор 350 статей в нейробиологических и психоаналитических журналах, автор восьми научных книг: книга «Мозг и Внутренний Мир» (The Brain and the Inner World) переведена на 12 языков, недавно опубликован сборник «The Feeling Brain». Редактор и переводчик пересмотренного стандартного издания Полных психологических трудов Зигмунда Фрейда (24 тома) и Полных нейронаучных работ Зигмунда Фрейда (4 тома). Основатель Международной ассоциации нейропсихоанализа, психоаналитик IPA, преподаватель нейропсихоанализа в университетах ЮАР, США, Европы, России.
Марк Солмс основал Международное общество нейропсихоанализа в 2000 году и был редактором-основателем (вместе с Эдом Нерсессианом) журнала Neuropsychoanalysis . Также является директором Центра нейропсихоанализа Арнольда Пфеффера при Нью-Йоркском психоаналитическом институте, директором Фонда нейропсихоанализа в Нью-Йорке, попечителем Фонда нейропсихоанализа в Лондоне и директором Доверительного фонда нейропсихоанализа в Кейптауне, попечителем Loudoun Trust.

## Нейропсихоанализ
Нейропсихоанализ раскрывает нейробиологические основы человеческого поведения и опыта и связывает мозговую деятельность с психоаналитической моделью сознания, применению чему в клинической практике посвящены статьи и программы проф. Марка Солмса.